# Bienosaurus lufengensis
 Bienosaurus lufengensis (“lagarto de Mei Nien Bien de la Formación Lufeng”) es la única especie conocida del género extinto Bienosaurus  de dinosaurio tireóforo, que vivió a principios del período Jurásico, hace aproximadamente entre 203 y 197 millones de años, durante el Sinemuriano, en lo que hoy es Asia. Es un primitivo dinosaurio acorazado de solo un metro de largo, treinta centímetros de alto y tres kilogramos de peso. La cabeza se presentaba un predentario corto y grueso en la porción frontal con la superficie dorsal ornamentada, dientes pequeños, con forma de hoja. Tenía escudos óseos pequeños que se fundían en la superficie dorsal. Su cráneo media solamente entre 65 a 70 milímetros.

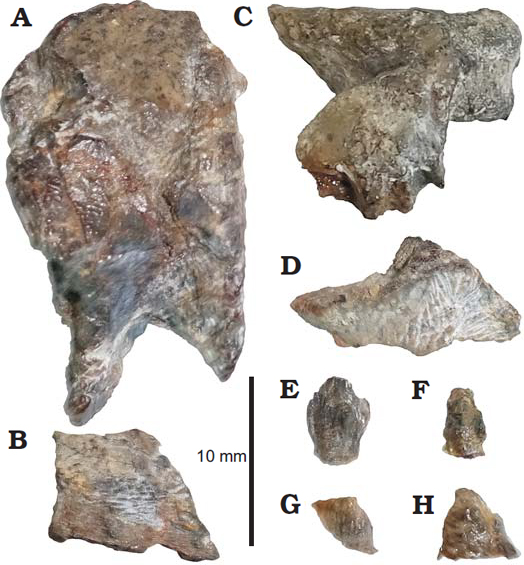
Huesos del cráneo del holotipo

El holotipo, IVPP V 9612, se encontró en la Formación Lufeng, en la provincia de Yunnan, China. Fue descrito por Dong en 2001 basándose en una mandíbula inferior derecha, otro material incluye la rama de la mandíbula derecha con dientes y varios fragmentos craneales encontrados entre 1938 y 1939 antes que Mei Nien Bien emigrara a EE. UU.. Bienosaurus se considera uno de los más basales Ankylosauria, emparentado con Scelidosaurus dentro de Scelidosauridae, debido al típico predentario ancho.
En los informes tempranos de los medios indicaron en noviembre de 2000 que el nombre de la especie tipo para Bienosaurus sería "B. crichtonii" para honrar a Michael Crichton, el autor de Parque Jurásico. Dong no indica por qué él decidió poner el nombre oficial de B. lufengensis.